# Огродзенец (замок)
Огродзенец (пол. Zamek Ogrodzieniec) — руины средневекового замка около села Подзамче, в Заверценском повяте, в 2 километрах к востоку от города Огродзенец в Силезском воеводстве, Польша. Крепость расположена в регионе так называемых «Орлиных гнёзд». Дошедшие до нас руины замка построены в XIV веке семьёй Влодкув Сулимчик. К цитадели замка примыкало обнесённое каменной стеной обширное пространство.

## История

### Ранний период
Первые укрепления в данном месте существовали ещё во времена правления Болеслава III Кривоустого. Вероятно, они были разрушены во время нашествия монгольских орд в 1241 году. 
Каменный замок на месте уничтоженной деревянной крепости был построен королём Казимиром III Великим. Позднее король отдал его в качестве пожизненного феода маршалку польского королевства Пржедбору из Бжези. Сохранившиеся документы свидетельствуют, что Пржедбор выделил значительную сумму для укрепления уже существующего замка. 
В 1387 году король Владислав II Ягелло (Ягайло) подарил замок Владиву Чарбиновицкому, дворянину из Кракова. В то же время монарх распорядился выдать Пржедбору сумму в 300 польских грошей, а также замок в Добчице с прилегающими землями в качестве компенсации за понесённые расходы на реконструкцию Огродзенца. 
Вскорости замок вместе с Влодовицами, Кочурувом и оборонительными сооружениями в Весёлке перешёл во владение семьи Влодкув из рода Сулима (Сулимчик). Новые владельцы сделали Огроденец почти неприступной крепостью. С трёх сторон она была защищена отвесными скалами, по периметру её окружала высокая каменная стена, а единственный вход шёл через узкий проход, надёжно прикрываемый мощными башнями. Представители династии Сулима управляли крепостью в течение почти 100 лет.
В 1470 году замок и прилегающие земли принадлежали двум богатым краковских бюргерам из рода Сулима — Ибраму и Петру Саломону. Они решили продать родовое владение. Новым собственником оказалась семья Саломоновичей. Поместье Огродзенец стало собственностью Яна-Феликса Жешовского из Пшибышувки, который был каноником сначала в Пшемысле, а затем в Кракове. Совладельцами замка в то время были также его братья Ян-Анджей и Станислав Жешовские. В 1492 году Ян-Феликс Жешовский с согласия своих братьев и сестёр передал замок Яну II Пилецкому в обмен на неоплаченный долг. 

### Эпоха Ренессанса
После смерти Яна Пилецкого замок был унаследован в 1496 году его сыном Миколаем Пилецким. В 1521 году из-за долгов Миколай Пилецкий заложил замок Огродзенец и прилегающую к нему территорию Миколаю Хелмскому. Тот в свою очередь обязался в 1523 году передать владение краковскому банкиру Гансу Бонеру. Долги Пилецкого возросли настолько, что 22 января 1527 года он отдал замок Миколаю Хелмскому, который передал его Гансу Бонеру. 
Новый собственник в период с 1530 по 1545 годы перестроил и расширил Огродзенец. К комплексу добавили новое крыло, а сама средневековая готическая крепость превратилась в роскошную резиденцию в стиль ренессансного замка.
В 1562 году замок стал собственностью великого коронного маршалка Яна Фирлея. Огродзенец достался ему в качестве приданого супруги Софии, дочери Северина Бонера. 
В 1587 году замок был захвачен армией эрцгерцога Максимилиана III Австрийского, одного из претендентов на польский трон. 
в 1655 году Огродзенец оказался захвачен и разорён шведской армией во время Потопа. Шведский гарнизон находился в крепости почти два года. За это время значительная часть резиденции была разрушена. Многое здания превратились в руины.
Следующим владельцем комплекса в 1669 году стал Станислав Варшицкий, краковский кастелян. Во время его правления замок Огродзенец частично восстановили и перестроили. Но после бедствий смутного времени и всех разрушений, произошедших в годы шведской оккупации, резиденция так и не восстановилась в былом великолепии.

### Новое время

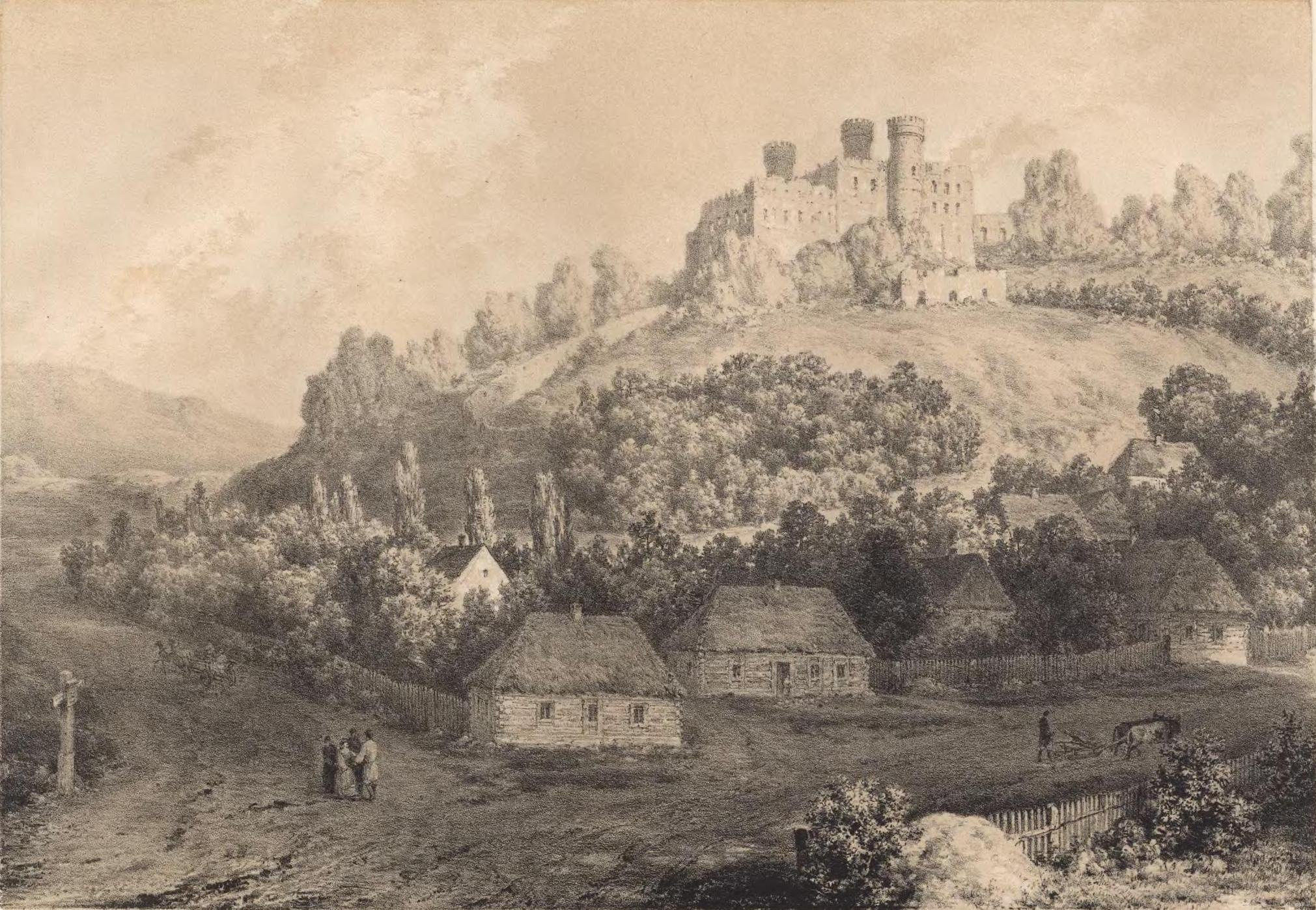
Замок на рисунке XIX века

Около 1695 года замок перешёл в собственность семьи Менцинских. Через семь лет в 1702 году Огродзенец серьёзно пострадал в результате сильного пожара, который начался во время осады крепости шведским королём Карлом XII. Очередное нашествие шведов привело к тому, что половина замка превратилась в руины. С тех пор никто не занимался ни восстановлением укреплений, ни уж тем более строительством новой резиденции на месте прежнего комплекса. 
Около 1784 года замок у семьи Менцинских купил Томаш Яклинский. Однако новый собственник даже не озаботился сохранением сохранившихся фрагментов стен и башен. И вскоре Огродзенец стал стремительно разрушаться. Последние обитатели покинули крепость около 1810 года. С тех пор некогда величественная резиденция оставалась заброшенной.
Новым владельцем Огродзенца стал Людвик Козловский. Но этот человек не только не собирался восстанавливать замок, но и превратил остатки мощных стен и башен в каменоломню. Не обращая внимания на историческую ценность сооружения, он начал продавать камни окрестным жителям для строительных нужд.
Последним собственником крепости была семья Вольчинских из близлежащего имения. Но это не спасло Огродзенец от полного упадка. 

### XX век
После обретения Польшей независимости в 1918 году замок продолжал лежать в руинах. 
Всё изменилось после завершения Второй мировой войны. Пришедшие к власти коммунисты неожиданно озаботились сохранением памятников исторического наследия. В числе прочих объектов был национализирован и Огродзенец. А вскоре начались восстановительные работы. С 1949 года проводился комплекс мер, направленных на консервацию сохранившихся руин и частичное восстановление стен и башен прежней мощной крепости. Реконструкция затянулась на долгие годы. Лишь в 1973 году было объявлено о завершении основных работ. Огродзенец открыли для посетителей. 

## Расположение
Замок расположен на самом высоком холме на Краковско-Ченстоховской возвышенности. Высота замковой горы достигает на 515,5 метров над уровнем моря. Руины лежат на туристической дороге «Орлиные гнёзда».

## Галерея

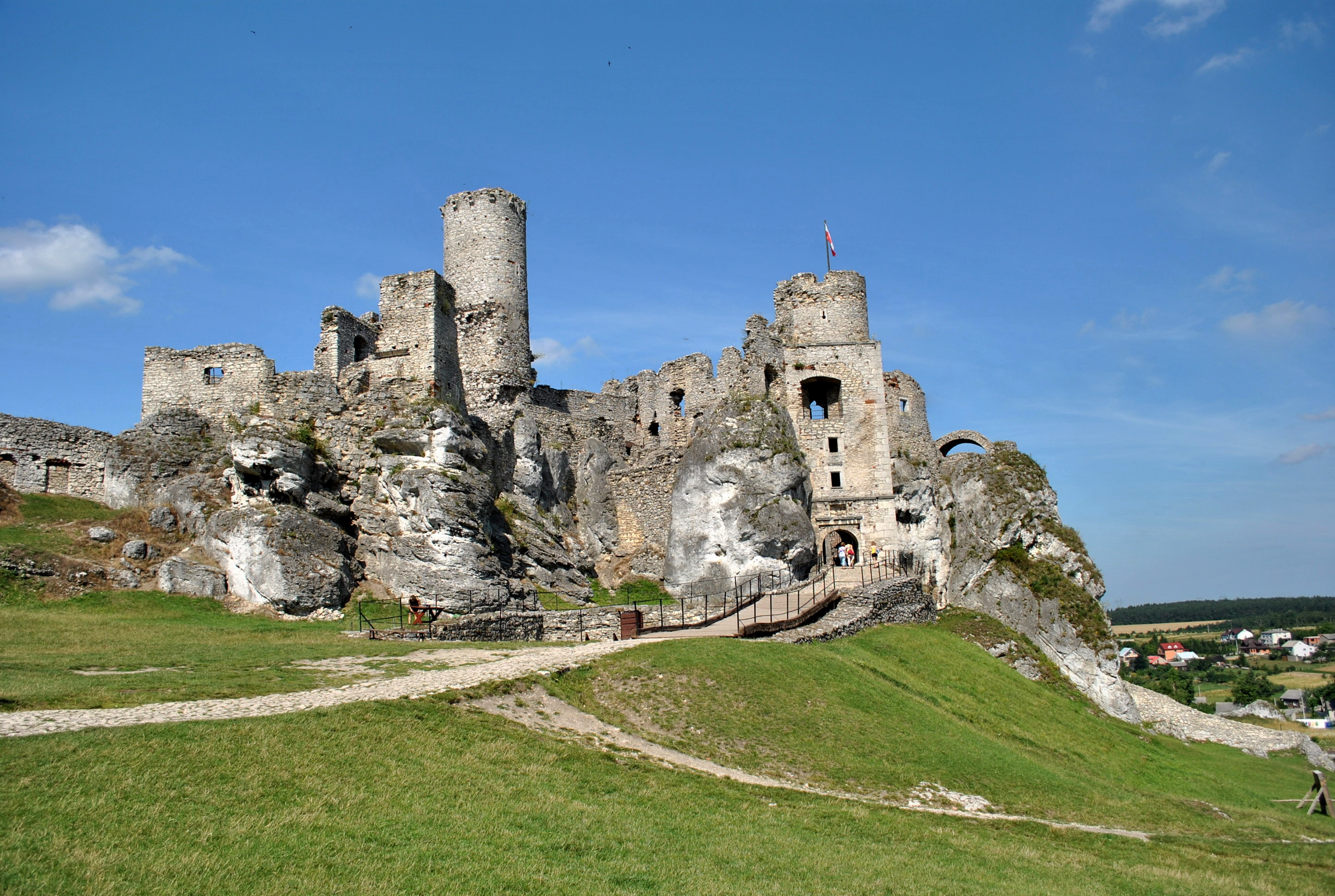
Замок и ведущая к нему дорога
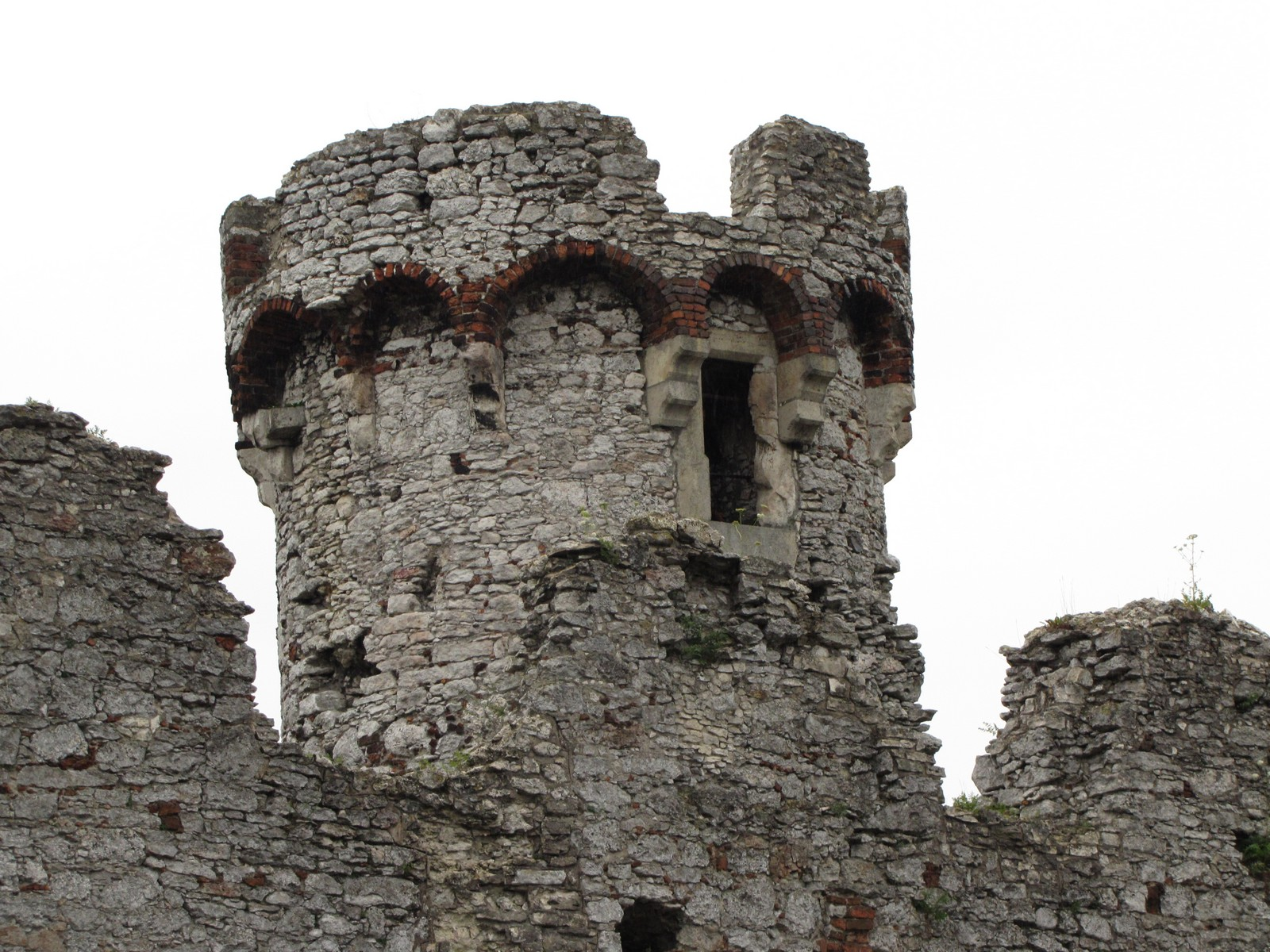
Одна из башен замка
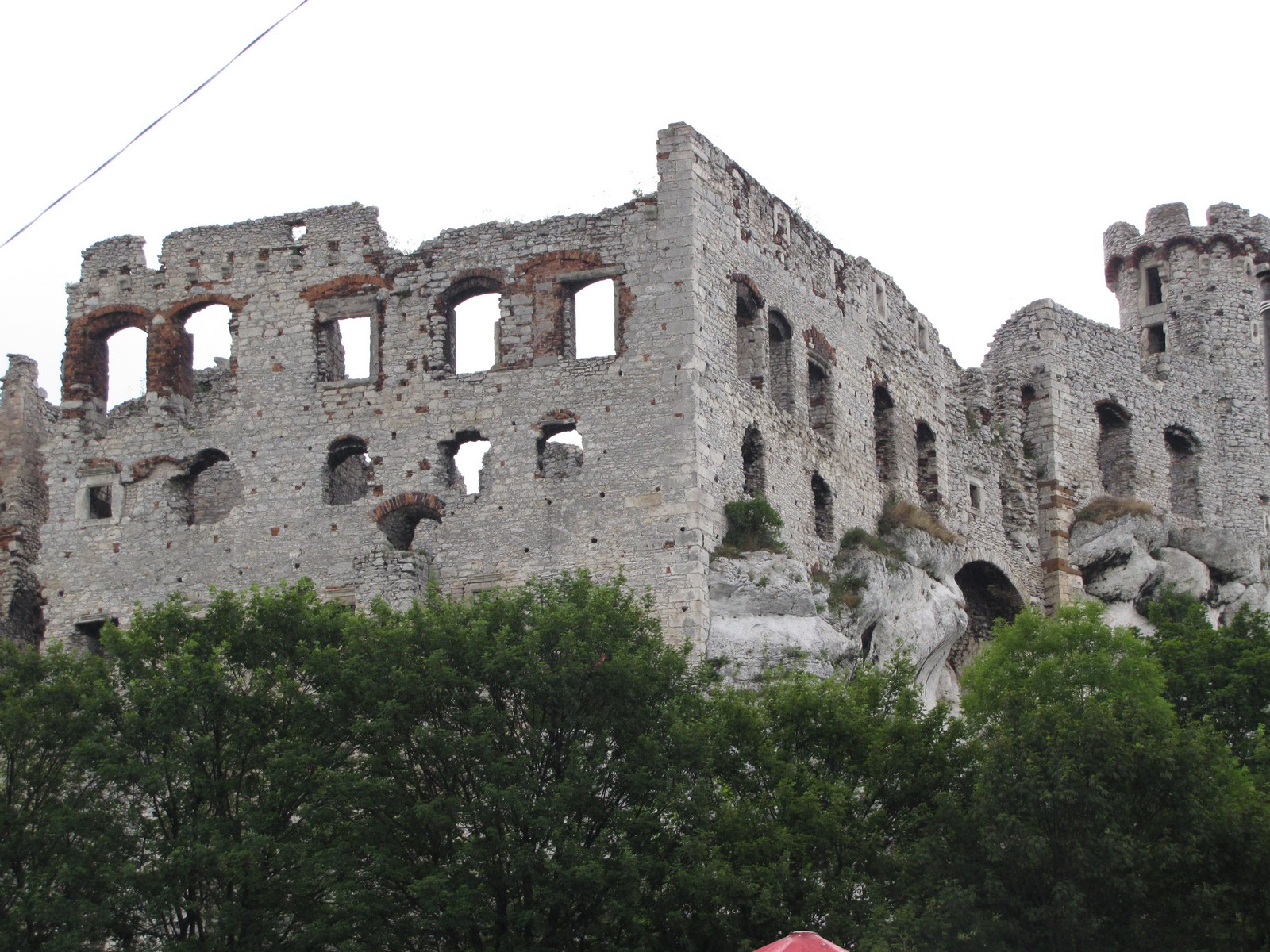
Остатки бывшей замковой резиденции
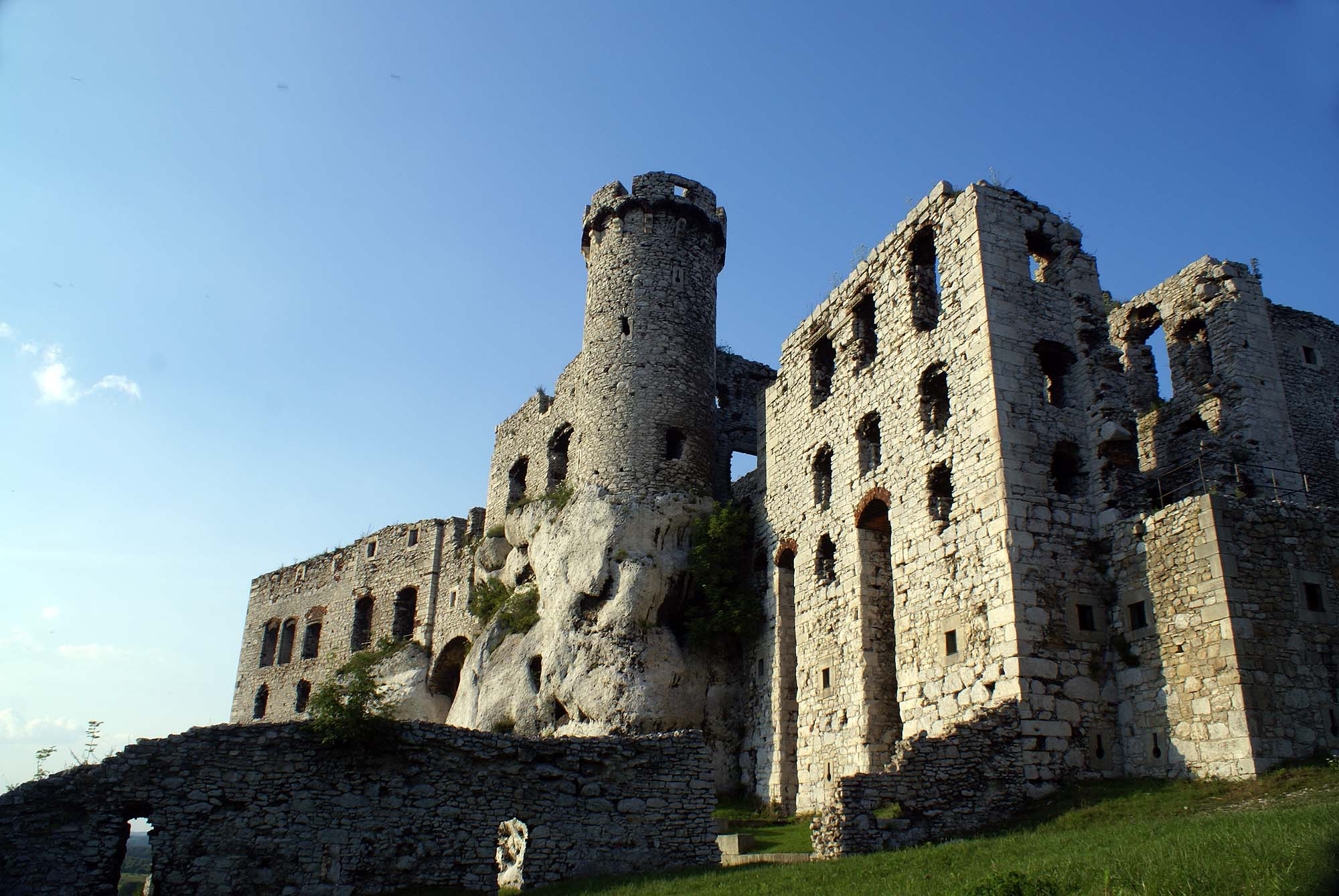
Замковый мост и остатки стен
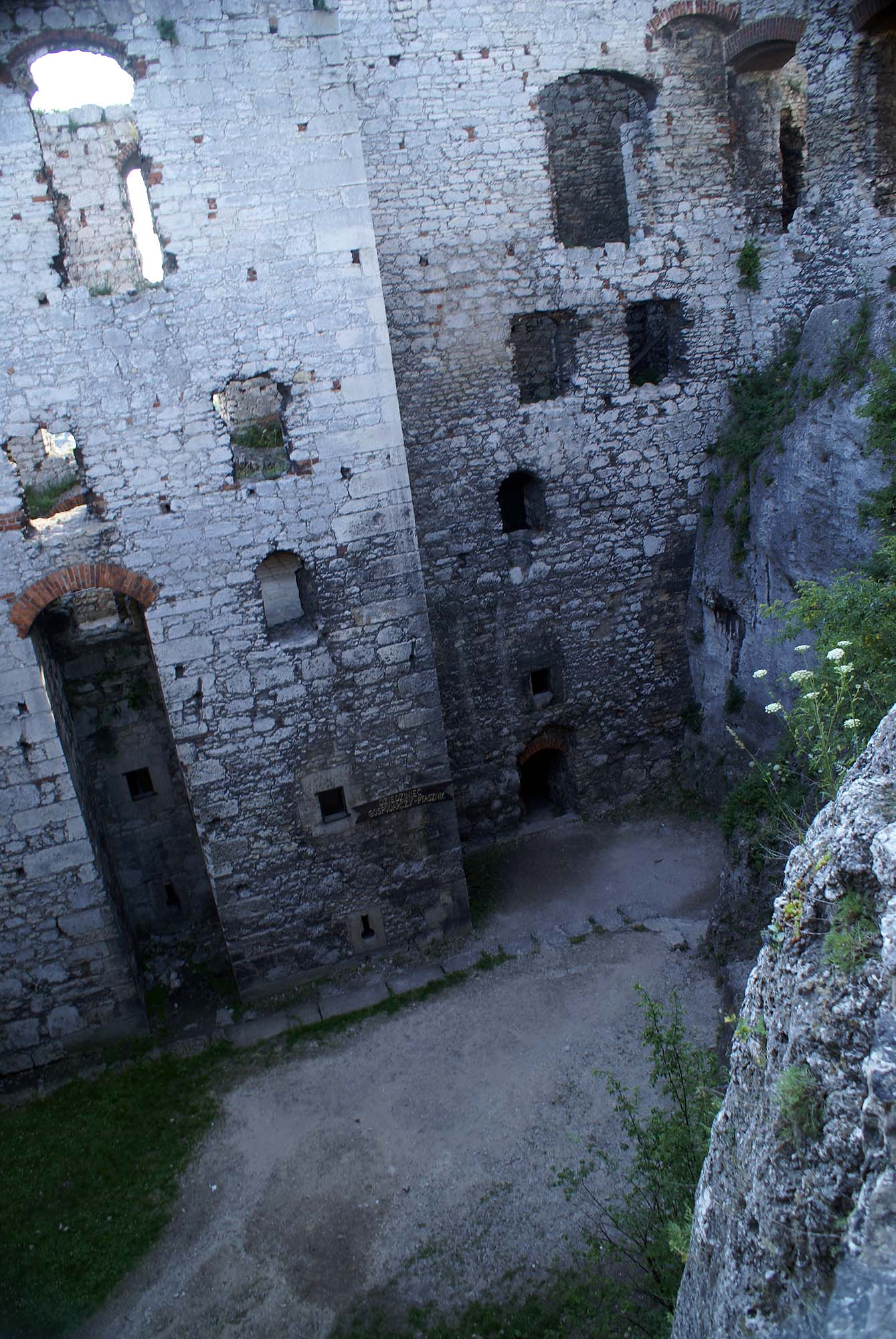
Внутренний двор замка

## Замок в массовой культуре
Огродзенец неоднократно становился декорацией во время съёмок кинофильмов, видеоклипов и сериалов.
- 1973: Замок служил частью пленэров для сериала «Яношик».
- 1980: Огродзенец пригодился при съёмках фильма «Рыцарь» режиссёра Леха Маевского.
- 1984: Хэви-метал группа Iron Maiden использовала фрагменты видео с руинами замка для своего концертного альбома Live After Death в видео Behind The Iron Curtain. Материал также был использован в клипе для песни Hallowed Be Thy Name.
- 1995: Съёмки первого сезона австралийско-польского сериала «Чародей» (Spellbinder) проходили в замке Огродзенец. Замок, по сюжету, принадлежал Чародеям. Также замок появляется в заставке к каждой серии сериала.
- 2001: Руины замка привлекли внимание знаменитого режиссёр Анджея Вайды. Огродзенец стал декорацией для его фильма «Месть».
- 2009: Польская диско-группа Systematic использовала видеокадры замка в музыкальном клипа для песни Marzenia i sny.
- 2019: Крепость появляется в ряде эпизодов сериала «Ведьмак», снятого компанией Netflix.